# Enrico Betti

Enrico Betti

Enrico Betti (* 21. Oktober 1823 in Pistoia, Toskana; † 11. August 1892 in Soiana) war ein italienischer Mathematiker und Ingenieur.

## Leben und Wirken
Betti wurde durch seine 1871 erschienene Arbeit über Topologie bekannt, die später zu den (von Henri Poincaré) nach ihm benannten Bettizahlen führte. Diese Arbeit hatte einen bedeutenden Einfluss auf die späteren Arbeiten von Poincaré zur algebraischen Topologie. Daneben beschäftigte er sich mit algebraischen Gleichungen und insbesondere der Galoistheorie, die er als erster in strenger mathematischer Form präsentierte (ab 1851). Einige seiner Beweise wurden allerdings später als fehlerhaft befunden. Er untersuchte auch Lösungen der Gleichung fünften Grades mit elliptischen Funktionen.
Enrico Betti studierte an der Universität Pisa Mathematik und Physik. Er graduierte in Mathematik im Jahr 1846 bei Ottaviano Fabrizio Mossotti (1791–1863) und wurde danach Assistent an der Universität. 1849 wurde er Lehrer in seiner Heimatstadt Pistoia und danach in Florenz, bevor er 1857 Professor für höhere Algebra an der Universität Pisa wurde. 1858 besuchte er zusammen mit Francesco Brioschi und Felice Casorati die damals führenden mathematischen Zentren in Europa Paris, Berlin und Göttingen. Auf der Reise lernte er in Göttingen Riemann kennen und freundete sich mit ihm an. Er lud Riemann später mehrmals nach Italien ein, was dieser wegen seiner Krankheit gerne annahm, zum Beispiel besuchte er Betti 1863. 1859 wurde er Professor für höhere Geometrie und Analysis in Pisa, wo er zeitweise auch Rektor war und ab 1864 Direktor der Scuola Normale Superiore in Pisa, die er zur führenden mathematischen Forschungsstätte in Italien machte. Er war auch in der Unterrichtsreform aktiv und befürwortete die Verwendung Euklids in den Schulen – mit Brioschi fertigte er eine neue Übersetzung an. Seine spätere wissenschaftliche Tätigkeit fand auf dem Gebiet der angewandten Mathematik (z. B. Elastizitätstheorie, Potentialtheorie) statt (beeinflusst durch Diskussionen mit Riemann) und dementsprechend wechselte er 1864 als Nachfolger seines Lehrers Mossotti auf die Professur für theoretische Physik und 1870 auf den Lehrstuhl für Himmelsmechanik. Seinen Analysis-Lehrstuhl übernahm Ulisse Dini.
Betti formulierte den für die Baustatik bedeutsamen Satz von Betti, bei dem es um die Arbeit von Kräften in statischen Systemen geht. Ein Sonderfall dieses Satzes formulierte schon James Clerk Maxwell im Jahre 1864.
Betti begeisterte sich, nicht zuletzt durch den Einfluss seines Lehrers und Mentors Mossotti, neben der akademischen Arbeit auch für Italiens Unabhängigkeitskampf gegen Österreich. Er schloss sich als Student Mossottis Bataillon an und kämpfte an dessen Seite in den Schlachten von Curtatone und Montanara. Später war er auch als Politiker aktiv und wurde 1862 italienisches Parlamentsmitglied. 1874 war er kurz Staatssekretär im Erziehungsministerium. 1884 wurde er Senator.
Betti war Mitglied mehrerer Wissenschaftsakademien; 1881 wurde er zum korrespondierenden Mitglied der Preußischen Akademie der Wissenschaften gewählt. 1871 wurde er Ehrenmitglied der London Mathematical Society.